# Bernadette Feuerstein
Bernadette Feuerstein (* 1959 in Wien) ist eine österreichische Behindertenaktivistin, Ministerialrätin und Hofrätin.

## Leben
Bei Bernadette Feuerstein wurde 1963 eine progressive spinale Muskelatrophie (SMA) diagnostiziert, seit 1966 ist sie Rollstuhlfahrerin.
Feuerstein besuchte den Regelkindergarten, die reguläre Volksschule und maturierte 1978. Sie studierte an der Universität Wien Soziologie und schrieb 1990 ihre Diplomarbeit über behinderte Studierende. Seit 1991 ist sie Mitarbeiterin in der Konsumentenschutzsektion im Bundesministerium für Arbeit, Soziales und Konsumentenschutz. Seit 2002 ist sie Mutter einer Tochter; den Alltag organisiert sie mit Unterstützung von persönlichem Assistenzpersonal und lebt zusammen mit ihrem Partner.
Seit 1981 widmet sich Feuerstein behindertenpolitischen Aktivitäten. So ist sie beispielsweise Mitbegründerin des Behindertenberatungszentrums „BIZEPS“ und Leiterin der Arbeitsgruppe „Kultur ohne Barrieren“. Von 1995 bis 1996 arbeitete sie im EU-Projekt „Helios“ mit. Der Kampf um Menschenrechte und die österreichweite Umsetzung gleicher Bürgerrechte für behinderte Menschen ist seit 1997 ihr Arbeitsschwerpunkt. Sie ist Präsidentin des Dachverbandes Selbstbestimmt Leben Österreich (SLIÖ), Obfrau der 2000 gegründeten Selbstbestimmt Leben Initiative Wien (SLI-Wien) und Mitbegründerin der Wiener Assistenzgenossenschaft (WAG). 1998 war sie zu Gast in Nora Freys ORF-Sendung Treffpunkt Wien zum Thema „Behindert in Wien“.
2003 präsentiert sie mit BlickBestimmung – Bilder selbstbestimmter Leben den ersten barrierefreien österreichischen Dokumentarfilm. Der Erfolg im deutschsprachigen Raum beruht in diesem Filmwerk mit elf Porträts unterschiedlicher Personen vorwiegend auf der Sichtweise auf behinderte Menschen, die in diesem Dokumentarfilm umgedreht wird. Nicht über behinderte Menschen wird dokumentiert, sondern jede der Personen zeigt uns hier einen Einblick in ihr Leben. Die Bedeutung als technisch-innovatives Produkt in der österreichischen Medienwelt wird dadurch bestätigt, dass es die erste österreichische Filmproduktion mit Audiodeskription (akustische Bildbeschreibung) im ORF und auf BR-alpha darstellte. Das Drehbuch für den Film schrieb auf ihre und Bernhard Hruskas Idee hin Erwin Riess, Regie führte Helmut Wimmer zusammen mit Hruska. Sein Kinodebüt hatte der Film am 30. November 2003 und wurde auf BR-alpha am 7. September 2004 erstmals im Fernsehen gezeigt. Der von der SLI produzierte Film ist auf DVD erhältlich.

## Ehrungen
2002 überreichte der Bürgermeister der Stadt Wien im Rathaus an Bernadette Feuerstein den „Preis der Menschlichkeit“ für das herausragende Engagement im Behindertenbereich. In ihrer Dankesrede widmet sie diesen Preis als „Preis der Menschlichkeit“ allen Mitstreitern und Mitstreiterinnen in der Selbstbestimmt-Leben-Bewegung.
2016 erhielt sie für ihre Arbeit in der österreichischen Behindertenbewegung und ihren jahrzehntelangen Einsatz für die Umsetzung eines selbstbestimmten Lebens den „Wunsam-Hartig-Preis“.